# Entandrophragma bussei
Espèce
Entandrophragma bussei est une espèce d'arbres de la famille des Méliacées.

## Étymologie
Son épithète spécifique bussei rend hommage au botaniste et explorateur allemand Walter Carl Otto Busse.